# Parcursul competițional al turului Ligii I 2009-2010
Sezonul 2009-10 este al treizecilea sezon al Ligii I. A început pe 1 august 2009 și constă într-o singură divizie cu 18 echipe. Sunt programate 34 de etape, fiecare echipă jucând de două ori cu celelalte 17, odată pe teren propriu și odată în deplasare. Ultima etapă a turului este programată pe 12 decembrie.

## Etapa I
| 31 iulie 2009 18:30 | Internațional Curtea de Argeș | 0 - 1 | Oțelul Galați     | Stadionul Dacia, Mioveni Arbitru: Istvan Kovacs (Carei) |
| 31 iulie 2009 18:30 | Cornel Frăsineanu 93'         |       | 40' Mircea Axente | Stadionul Dacia, Mioveni Arbitru: Istvan Kovacs (Carei) |

| 31 iulie 2009 20:30 | Rapid București                                                        | 4 - 1 | Poli Iași      | Stadionul Giulești, București Arbitru: Mugurel Drăgănescu (Breaza) |
| 31 iulie 2009 20:30 | Juliano Spadacio 40' João Paulo Pinto 40' Ovidiu Herea 52' Cesinha 92' |       | 84' Vlad Bujor | Stadionul Giulești, București Arbitru: Mugurel Drăgănescu (Breaza) |

| 1 august 2009 18:00 | Unirea Alba Iulia | 0 - 1              | FC Brașov | Stadionul Cetate, Alba Iulia Arbitru: Marian Bordean (Sibiu) |
| 1 august 2009 18:00 |                   | 40' Attila Hadnagy |           | Stadionul Cetate, Alba Iulia Arbitru: Marian Bordean (Sibiu) |

| 1 august 2009 19:30 | FC Timișoara     | 1 - 0 | Gloria Bistrița | Stadionul Giulești, București Arbitru: Robert Dumitru (Brașov) |
| 1 august 2009 19:30 | Lukas Magera 73' |       |                 | Stadionul Giulești, București Arbitru: Robert Dumitru (Brașov) |

| 1 august 2009 20:30 | CFR Cluj                                                   | 2 - 0 | Unirea Urziceni       | Stadionul Dr. Constantin Rădulescu, Cluj-Napoca Arbitru: Marius Avram (București) |
| 1 august 2009 20:30 | Sixto Peralta 42' · Sebastián Dubarbier 59' · Dani 40' 77' |       | 39' 60' Ricardo Gomes | Stadionul Dr. Constantin Rădulescu, Cluj-Napoca Arbitru: Marius Avram (București) |

| 1 august 2009 21:30 | U Craiova | 0 - 0 | Dinamo București | Stadionul Ion Oblemenco, Craiova Arbitru: Alexandru Tudor (București) |
| 1 august 2009 21:30 |           |       |                  | Stadionul Ion Oblemenco, Craiova Arbitru: Alexandru Tudor (București) |

| 2 august 2009 18:30 | Astra Ploiești | 0 - 1                 | Pandurii Târgu Jiu | Stadionul Astra, Ploiești Arbitru: Radu Petrescu (București) |
| 2 august 2009 18:30 |                | 47' Alexandru Păcurar |                    | Stadionul Astra, Ploiești Arbitru: Radu Petrescu (București) |

| 2 august 2009 20:45 | Ceahlăul Piatra Neamț | 0 - 2                                         | Steaua București | Stadionul Ceahlăul, Piatra Neamț Arbitru: Ovidiu Hațegan (Arad) |
| 2 august 2009 20:45 |                       | 80' Pantelis Kapetanos 90+1' Juan Carlos Toja |                  | Stadionul Ceahlăul, Piatra Neamț Arbitru: Ovidiu Hațegan (Arad) |

| 12 august 2009 19:00 | FC Vaslui                          | 2 - 1 | Gaz Metan Mediaș | Stadionul Municipal, Vaslui Arbitru: Ciprian Danșa (Oradea) |
| 12 august 2009 19:00 | Stanislav Genchev 20' Hugo Luz 68' |       | 88' Cristian Bud | Stadionul Municipal, Vaslui Arbitru: Ciprian Danșa (Oradea) |

## Etapa II
| 7 august 2009 18:00 | Gaz Metan Mediaș                       | 2 - 1 | U Craiova         | Stadionul Municipal Gaz Metan, Mediaș Arbitru: Marian Balaci (Drobeta Turnu Severin) |
| 7 august 2009 18:00 | Eric de Oliveira 74' Michal Kubala 76' |       | 45' Florin Costea | Stadionul Municipal Gaz Metan, Mediaș Arbitru: Marian Balaci (Drobeta Turnu Severin) |

| 7 august 2009 20:00 | Dinamo București                       | 0 - 1 | Internațional Curtea de Argeș | Stadionul Dinamo, București Arbitru: Teodor Crăciunescu (Râmnicu Vâlcea) |
| 7 august 2009 20:00 | Dragoș Grigore 12' · Gabriel Tamaș 45' |       | 55' Florin Popa               | Stadionul Dinamo, București Arbitru: Teodor Crăciunescu (Râmnicu Vâlcea) |

| 8 august 2009 18:30 | FC Brașov | 0 - 0                                      | Astra Ploiești | Stadionul Silviu Ploeșteanu, Brașov Arbitru: Cătălin Buși (Râmnicu Vâlcea) |
| 8 august 2009 18:30 |           | 19' 26' Georgian Păun · 90+2' Marius Alexe |                | Stadionul Silviu Ploeșteanu, Brașov Arbitru: Cătălin Buși (Râmnicu Vâlcea) |

| 8 august 2009 19:00 | Pandurii Târgu Jiu | 1 - 0 | FC Vaslui | Stadionul Tudor Vladimirescu, Târgu Jiu Arbitru: Robert Dumitru (Brașov) |
| 8 august 2009 19:00 | Florin Stângă 55'  |       |           | Stadionul Tudor Vladimirescu, Târgu Jiu Arbitru: Robert Dumitru (Brașov) |

| 8 august 2009 21:00 | Gloria Bistrița | 1 - 1 | Unirea Alba Iulia | Stadionul Gloria, Bistrița Arbitru: Victor Berbecaru (Râmnicu Vâlcea) |
| 8 august 2009 21:00 | Adrian Anca 53' |       | 47' Rade Veljovic | Stadionul Gloria, Bistrița Arbitru: Victor Berbecaru (Râmnicu Vâlcea) |

| 8 august 2009 21:00 | Unirea Urziceni     | 1 - 0 | Rapid București | Stadionul Tineretului, Urziceni Arbitru: Istvan Kovacs (Carei) |
| 8 august 2009 21:00 | Răzvan Pădurețu 13' |       |                 | Stadionul Tineretului, Urziceni Arbitru: Istvan Kovacs (Carei) |

| 9 august 2009 18:00 | Oțelul Galați | 0 - 0 | Ceahlăul Piatra Neamț | Stadionul Oțelul, Galați Arbitru: Marius Avram (București) |
| 9 august 2009 18:00 |               |       |                       | Stadionul Oțelul, Galați Arbitru: Marius Avram (București) |

| 9 august 2009 19:00 | Poli Iași           | 1 - 1 | FC Timișoara      | Stadionul Emil Alexandrescu, Iași Arbitru: Sebastian Colțescu (Craiova) |
| 9 august 2009 19:00 | Lucian Munteanu 61' |       | 57' Winston Parks | Stadionul Emil Alexandrescu, Iași Arbitru: Sebastian Colțescu (Craiova) |

| 9 august 2009 20:45 | Steaua București                       | 2 - 2 | CFR Cluj                        | Stadionul Steaua, București Arbitru: Alexandru Deaconu (București) |
| 9 august 2009 20:45 | Romeo Surdu 42' Pantelis Kapetanos 65' |       | 3' Yssouf Koné 54' Darío Flores | Stadionul Steaua, București Arbitru: Alexandru Deaconu (București) |

## Etapa III
| 14 august 2009 18:00 | Unirea Alba Iulia                     | 2 - 1 | Poli Iași                            | Stadionul Cetate, Alba Iulia Arbitru: Alexandru Tudor (București) |
| 14 august 2009 18:00 | Bobi Verdeș 81' Florin Dan 85' (pen.) |       | 12' Vlad Bujor · 85' Lucian Munteanu | Stadionul Cetate, Alba Iulia Arbitru: Alexandru Tudor (București) |

| 14 august 2009 20:30 | FC Timișoara       | 1 - 0 | Rapid București | Stadionul Dan Păltinișanu, Timișoara Arbitru: Marius Avram (București) |
| 14 august 2009 20:30 | Arman Karamyan 34' |       |                 | Stadionul Dan Păltinișanu, Timișoara Arbitru: Marius Avram (București) |

| 15 august 2009 18:00 | Astra Ploiești | 0 - 0 | Gloria Bistrița | Stadionul Astra, Ploiești Arbitru: Teodor Crăciunescu (Râmnicu Vâlcea) |
| 15 august 2009 18:00 |                |       |                 | Stadionul Astra, Ploiești Arbitru: Teodor Crăciunescu (Râmnicu Vâlcea) |

| 15 august 2009 19:15 | CFR Cluj          | 1 - 0 | Oțelul Galați | Stadionul Dr. Constantin Rădulescu, Cluj-Napoca Arbitru: Cătălin Buși (Râmnicu Vâlcea) |
| 15 august 2009 19:15 | Lacina Traore 78' |       |               | Stadionul Dr. Constantin Rădulescu, Cluj-Napoca Arbitru: Cătălin Buși (Râmnicu Vâlcea) |

| 15 august 2009 21:15 | Ceahlăul Piatra Neamț | 0 - 4                                                          | Dinamo București | Stadionul Ceahlăul, Piatra Neamț Arbitru: Alexandru Deaconu (București) |
| 15 august 2009 21:15 |                       | 4', 77' Ionel Dănciulescu 23' Adrian Cristea 48' Gabriel Torje |                  | Stadionul Ceahlăul, Piatra Neamț Arbitru: Alexandru Deaconu (București) |

| 16 august 2009 18:00 | Internațional Curtea de Argeș   | 2 - 4 | Gaz Metan Mediaș                                                           | Stadionul Dacia, Mioveni Arbitru: Paul Unimătan (Zalău) |
| 16 august 2009 18:00 | Ramses Gado 5' George Neagu 74' |       | 48' Cristian Silvășan 73' Doru Dudiță 87' Zarko Markovic 90' Michal Kubala | Stadionul Dacia, Mioveni Arbitru: Paul Unimătan (Zalău) |

| 16 august 2009 18:00 | U Craiova                      | 2 - 0 | Pandurii Târgu Jiu | Stadionul Ion Oblemenco, Craiova Arbitru: Ovidiu Hațegan (Arad) |
| 16 august 2009 18:00 | Mihai Dina 8' Dorel Stoica 17' |       |                    | Stadionul Ion Oblemenco, Craiova Arbitru: Ovidiu Hațegan (Arad) |

| 16 august 2009 19:00 | FC Vaslui                     | 2 - 2 | FC Brașov                                                    | Stadionul Municipal, Vaslui Arbitru: Radu Petrescu (București) |
| 16 august 2009 19:00 | Wesley 50' Stéphane Zubar 82' |       | 15' Roosevelt Ezequias · 57' Mihai Roman · 72' Cristian Oros | Stadionul Municipal, Vaslui Arbitru: Radu Petrescu (București) |

| 16 august 2009 20:45 | Steaua București       | 0 - 1 | Unirea Urziceni    | Stadionul Steaua, București Arbitru: Sebastian Colțescu (Craiova) |
| 16 august 2009 20:45 | Pantelis Kapetanos 82' |       | 74' Iulian Apostol | Stadionul Steaua, București Arbitru: Sebastian Colțescu (Craiova) |

## Etapa IV
| 21 august 2009 18:00 | FC Brașov                        | 2 - 0 | U Craiova | Stadionul Silviu Ploeșteanu, Brașov Arbitru: Marius Avram (București) |
| 21 august 2009 18:00 | Nuno Diogo 31' Dorel Zaharia 59' |       |           | Stadionul Silviu Ploeșteanu, Brașov Arbitru: Marius Avram (București) |

| 21 august 2009 20:00 | Rapid București        | 2 - 0 | Unirea Alba Iulia | Stadionul Giulești, București Arbitru: Ciprian Danșa (Oradea) |
| 21 august 2009 20:00 | Lucian Răduță 20', 49' |       |                   | Stadionul Giulești, București Arbitru: Ciprian Danșa (Oradea) |

| 21 august 2009 20:30 | Poli Iași                             | 2 - 0 | Astra Ploiești | Stadionul Emil Alexandrescu, Iași Arbitru: Robert Dumitru (Brașov) |
| 21 august 2009 20:30 | Vlad Bujor 3' Cristian Constantin 13' |       |                | Stadionul Emil Alexandrescu, Iași Arbitru: Robert Dumitru (Brașov) |

| 22 august 2009 17:30 | Gaz Metan Mediaș | 0 - 2                            | Ceahlăul Piatra Neamț | Stadionul Municipal Gaz Metan, Mediaș Arbitru: Alexandru Tudor (București) |
| 22 august 2009 17:30 |                  | 44' Fabbron 90' Cristinel Gafița |                       | Stadionul Municipal Gaz Metan, Mediaș Arbitru: Alexandru Tudor (București) |

| 22 august 2009 19:30 | Unirea Urziceni | 0 - 0         | FC Timișoara | Stadionul Tineretului, Urziceni Arbitru: Alexandru Deaconu (București) |
| 22 august 2009 19:30 |                 | 84' Dan Alexa |              | Stadionul Tineretului, Urziceni Arbitru: Alexandru Deaconu (București) |

| 23 august 2009 17:00 | Oțelul Galați | 0 - 1                               | Steaua București | Stadionul Oțelul, Galați Arbitru: Istvan Kovacs (Carei) |
| 23 august 2009 17:00 |               | 58' Romeo Surdu · 75' Bogdan Stancu |                  | Stadionul Oțelul, Galați Arbitru: Istvan Kovacs (Carei) |

| 23 august 2009 19:00 | Gloria Bistrița    | 1 - 3 | FC Vaslui                                            | Stadionul Gloria, Bistrița Arbitru: Marian Bordean (Sibiu) |
| 23 august 2009 19:00 | Robert Săceanu 31' |       | 56' Wesley 58' Mike Temwanjera 84' Nemanja Jovanovic | Stadionul Gloria, Bistrița Arbitru: Marian Bordean (Sibiu) |

| 23 august 2009 20:30 | Pandurii Târgu Jiu                      | 2 - 3 | Internațional Curtea de Argeș         | Stadionul Tudor Vladimirescu, Târgu Jiu Arbitru: Mugurel Drăgănescu (Breaza) |
| 23 august 2009 20:30 | Milanko Rašković 56' Florin Hidișan 66' |       | 50', 68' Mihai Răduț 89' Ovidiu Vezan | Stadionul Tudor Vladimirescu, Târgu Jiu Arbitru: Mugurel Drăgănescu (Breaza) |

| 23 august 2009 20:45 | Dinamo București   | 1 - 0 | CFR Cluj | Stadionul Dinamo, București Arbitru: Ovidiu Hațegan (Arad) |
| 23 august 2009 20:45 | Marius Niculae 79' |       |          | Stadionul Dinamo, București Arbitru: Ovidiu Hațegan (Arad) |

## Etapa V
| 28 august 2009 17:30 | Oțelul Galați                                                      | 1 - 4 | Unirea Urziceni                                                    | Stadionul Oțelul, Galați Arbitru: Alexandru Tudor (București) |
| 28 august 2009 17:30 | Gabriel Paraschiv 35' · Laurențiu Iorga 7' · Sergiu Costin 42' 72' |       | 7' (pen.), 88' Marius Bilașco 43' Vasile Maftei 85' Marius Onofraș | Stadionul Oțelul, Galați Arbitru: Alexandru Tudor (București) |

| 28 august 2009 20:30 | Internațional Curtea de Argeș | 0 - 3 | FC Brașov                                                       | Stadionul Dacia, Mioveni Arbitru: Victor Berbecaru (Râmnicu Vâlcea) |
| 28 august 2009 20:30 | Marius Popa 11'               |       | 48' (pen.) Robert Ilyeș 16' Attila Hadnagy 26' Cătălin Munteanu | Stadionul Dacia, Mioveni Arbitru: Victor Berbecaru (Râmnicu Vâlcea) |

| 29 august 2009 19:00 | Ceahlăul Piatra Neamț | 1 - 2 | Pandurii Târgu Jiu                     | Stadionul Ceahlăul, Piatra Neamț Arbitru: Paul Unimătan (Zalău) |
| 29 august 2009 19:00 | Radu Doicaru 23'      |       | 20' Novak Martinović 53' Adrian Nalați | Stadionul Ceahlăul, Piatra Neamț Arbitru: Paul Unimătan (Zalău) |

| 29 august 2009 19:30 | U Craiova                                                                    | 5 - 1 | Gloria Bistrița | Stadionul Ion Oblemenco, Craiova Arbitru: Cătălin Buși (Râmnicu Vâlcea) |
| 29 august 2009 19:30 | Michael Baird 32', 64' Valentin Badea 42' Florin Costea 53' Julius Wobay 81' |       | 79' Ioan Hora   | Stadionul Ion Oblemenco, Craiova Arbitru: Cătălin Buși (Râmnicu Vâlcea) |

| 29 august 2009 21:30 | Astra Ploiești                        | 3 - 1 | Rapid București      | Stadionul Astra, Ploiești Arbitru: Marian Bordean (Sibiu) |
| 29 august 2009 21:30 | Liviu Ganea 31' Marius Alexe 38', 53' |       | 25' Vladimir Božović | Stadionul Astra, Ploiești Arbitru: Marian Bordean (Sibiu) |

| 30 august 2009 18:00 | Unirea Alba Iulia                                       | 3 - 3 | FC Timișoara                                      | Stadionul Cetate, Alba Iulia Arbitru: Mugurel Drăgănescu (Breaza) |
| 30 august 2009 18:00 | Florin Dan 45' (pen.) Ionuț Bălan 58' Călin Cristea 74' |       | 4' Gigel Bucur 28' Claudiu Ionescu 84' Dorin Goga | Stadionul Cetate, Alba Iulia Arbitru: Mugurel Drăgănescu (Breaza) |

| 30 august 2009 19:00 | CFR Cluj                                | 2 - 0 | Gaz Metan Mediaș | Stadionul Dr. Constantin Rădulescu, Cluj-Napoca Arbitru: Robert Dumitru (Brașov) |
| 30 august 2009 19:00 | Juan Emmanuel Culio 64' Bogdan Mara 86' |       |                  | Stadionul Dr. Constantin Rădulescu, Cluj-Napoca Arbitru: Robert Dumitru (Brașov) |

| 30 august 2009 20:00 | FC Vaslui                  | 2 - 1 | Poli Iași            | Stadionul Municipal, Vaslui Arbitru: Marian Balaci (Drobeta Turnu Severin) |
| 30 august 2009 20:00 | Raul Costin 52' Wesley 81' |       | 90+4' Romulus Miclea | Stadionul Municipal, Vaslui Arbitru: Marian Balaci (Drobeta Turnu Severin) |

| 30 august 2009 20:45 | Steaua București | 0 - 1             | Dinamo București | Stadionul Steaua, București Arbitru: Mauro Bergonzi (Italia) |
| 30 august 2009 20:45 |                  | 23' Gabriel Tamaș |                  | Stadionul Steaua, București Arbitru: Mauro Bergonzi (Italia) |

## Etapa VI
| 11 septembrie 2009 20:00 | Pandurii Târgu Jiu           | 1 - 0 | CFR Cluj | Stadionul Tudor Vladimirescu, Târgu Jiu Arbitru: Sebastian Colțescu (Craiova) |
| 11 septembrie 2009 20:00 | Alexandru Păcurar 63' (pen.) |       |          | Stadionul Tudor Vladimirescu, Târgu Jiu Arbitru: Sebastian Colțescu (Craiova) |

| 11 septembrie 2009 21:30 | FC Brașov               | 1 - 0 | Ceahlăul Piatra Neamț  | Stadionul Silviu Ploeșteanu, Brașov Arbitru: Ciprian Danșa (Oradea) |
| 11 septembrie 2009 21:30 | Robert Ilyeș 76' (pen.) |       | 65' Constantin Ferariu | Stadionul Silviu Ploeșteanu, Brașov Arbitru: Ciprian Danșa (Oradea) |

| 12 septembrie 2009 17:00 | Unirea Urziceni         | 1 - 0 | Unirea Alba Iulia | Stadionul Tineretului, Urziceni Arbitru: Marius Avram (București) |
| 12 septembrie 2009 17:00 | Laurențiu Marinescu 33' |       |                   | Stadionul Tineretului, Urziceni Arbitru: Marius Avram (București) |

| 12 septembrie 2009 19:00 | Dinamo București | 0 - 1             | Oțelul Galați | Stadionul Dinamo, București Arbitru: Mugurel Drăgănescu (Breaza) |
| 12 septembrie 2009 19:00 |                  | 35' Mircea Axente |               | Stadionul Dinamo, București Arbitru: Mugurel Drăgănescu (Breaza) |

| 12 septembrie 2009 19:30 | Gloria Bistrița | 0 - 1           | Internațional Curtea de Argeș | Stadionul Gloria, Bistrița Arbitru: Ovidiu Hațegan (Arad) |
| 12 septembrie 2009 19:30 |                 | 25' Mihai Răduț |                               | Stadionul Gloria, Bistrița Arbitru: Ovidiu Hațegan (Arad) |

| 13 septembrie 2009 18:00 | Rapid București                        | 3 - 2 | FC Vaslui                  | Stadionul Giulești, București Arbitru: Augustus Constantin (Râmnicu Vâlcea) |
| 13 septembrie 2009 18:00 | Ovidiu Herea 20', 79' Mugurel Buga 75' |       | 10', 66' Nemanja Jovanovic | Stadionul Giulești, București Arbitru: Augustus Constantin (Râmnicu Vâlcea) |

| 13 septembrie 2009 20:00 | Gaz Metan Mediaș                                              | 2 - 4 | Steaua București                                                     | Stadionul Municipal Gaz Metan, Mediaș Arbitru: Alexandru Deaconu (București) |
| 13 septembrie 2009 20:00 | Paul Pârvulescu 17' · Cristian Bud 34' · Zarko Markovic 90+1' |       | 11' Bogdan Stancu 51', 90+1' (pen.) János Székely 75' Bănel Nicoliță | Stadionul Municipal Gaz Metan, Mediaș Arbitru: Alexandru Deaconu (București) |

| 13 septembrie 2009 21:00 | FC Timișoara | 0 - 0 | Astra Ploiești | Stadionul Municipal, Buzău Arbitru: Istvan Kovacs (Carei) |
| 13 septembrie 2009 21:00 |              |       |                | Stadionul Municipal, Buzău Arbitru: Istvan Kovacs (Carei) |

| 14 septembrie 2009 20:00 | Poli Iași         | 1 - 0 | U Craiova | Stadionul Emil Alexandrescu, Iași Arbitru: Teodor Crăciunescu (Râmnicu Vâlcea) |
| 14 septembrie 2009 20:00 | Ibraima Balde 70' |       |           | Stadionul Emil Alexandrescu, Iași Arbitru: Teodor Crăciunescu (Râmnicu Vâlcea) |

## Etapa VII
| 18 septembrie 2009 19:00 | Internațional Curtea de Argeș | 0 - 2 | Poli Iași                                   | Stadionul Dacia, Mioveni Arbitru: Georgian Ionescu (Buzău) |
| 18 septembrie 2009 19:00 | Cornel Frăsineanu 43'         |       | 34' Ciprian Milea 43' (pen.) Romulus Miclea | Stadionul Dacia, Mioveni Arbitru: Georgian Ionescu (Buzău) |

| 18 septembrie 2009 21:00 | Astra Ploiești                            | 4 - 2 | Unirea Alba Iulia                  | Stadionul Astra, Ploiești Arbitru: Marian Balaci (Drobeta Turnu Severin) |
| 18 septembrie 2009 21:00 | Liviu Ganea 18', 65' Dušan Đokić 26', 78' |       | 34' Florin Dan 82' Gheorghe Grozav | Stadionul Astra, Ploiești Arbitru: Marian Balaci (Drobeta Turnu Severin) |

| 19 septembrie 2009 17:00 | Oțelul Galați | 0 - 1            | Gaz Metan Mediaș | Stadionul Oțelul, Galați Arbitru: Victor Berbecaru (Râmnicu Vâlcea) |
| 19 septembrie 2009 17:00 |               | 83' Cristian Bud |                  | Stadionul Oțelul, Galați Arbitru: Victor Berbecaru (Râmnicu Vâlcea) |

| 19 septembrie 2009 19:00 | Ceahlăul Piatra Neamț                           | 2 - 1 | Gloria Bistrița       | Stadionul Ceahlăul, Piatra Neamț Arbitru: Sebastian Colțescu (Craiova) |
| 19 septembrie 2009 19:00 | Alexandru Forminte 61' Ionuț Bădescu 64' (pen.) |       | 38' Lucian Sânmărtean | Stadionul Ceahlăul, Piatra Neamț Arbitru: Sebastian Colțescu (Craiova) |

| 19 septembrie 2009 21:00 | U Craiova                                            | 3 - 4 | Rapid București                                                           | Stadionul Ion Oblemenco, Craiova Arbitru: Cristian Balaj (Baia Mare) |
| 19 septembrie 2009 21:00 | Mihai Costea 41' Dorel Costea 45' Valentin Badea 88' |       | 12' Adrian Iordache 15' Mugurel Buga 49' Costin Lazăr 67' Helder Ferreira | Stadionul Ion Oblemenco, Craiova Arbitru: Cristian Balaj (Baia Mare) |

| 20 septembrie 2009 16:00 | Steaua București                              | 1 - 0 | Pandurii Târgu Jiu | Stadionul Steaua, București Arbitru: Istvan Kovacs (Carei) |
| 20 septembrie 2009 16:00 | Pantelis Kapetanos 60' · Juan Carlos Toja 77' |       |                    | Stadionul Steaua, București Arbitru: Istvan Kovacs (Carei) |

| 20 septembrie 2009 18:00 | CFR Cluj                                 | 2 - 1 | FC Brașov                 | Stadionul Dr. Constantin Rădulescu, Cluj-Napoca Arbitru: Augustus Constantin (Râmnicu Vâlcea) |
| 20 septembrie 2009 18:00 | Sebastián Dubarbier 23' Ricardo Cadú 29' |       | 37' (aut.) Hugo Alcântara | Stadionul Dr. Constantin Rădulescu, Cluj-Napoca Arbitru: Augustus Constantin (Râmnicu Vâlcea) |

| 20 septembrie 2009 20:00 | Dinamo București                       | 2 - 1 | Unirea Urziceni    | Stadionul Dinamo, București Arbitru: Wagner Lutz (Germania) |
| 20 septembrie 2009 20:00 | Andrei Cristea 48' Gabriel Torje 90+2' |       | 28' Iulian Apostol | Stadionul Dinamo, București Arbitru: Wagner Lutz (Germania) |

| 20 septembrie 2009 21:45 | FC Vaslui | 0 - 1          | FC Timișoara | Stadionul Municipal, Vaslui Arbitru: Robert Schoergenhofer (Austria) |
| 20 septembrie 2009 21:45 |           | 56' Dorin Goga |              | Stadionul Municipal, Vaslui Arbitru: Robert Schoergenhofer (Austria) |

## Etapa VIII
| 25 septembrie 2009 20:00 | Unirea Urziceni                                                             | 4 - 1 | Astra Ploiești  | Stadionul Tineretului, Urziceni Arbitru: Paul Unimătan (Zalău) |
| 25 septembrie 2009 20:00 | Raul Rusescu 13' Dacian Varga 59' George Galamaz 64' Cristian Dănălache 90' |       | 69' Dušan Đokić | Stadionul Tineretului, Urziceni Arbitru: Paul Unimătan (Zalău) |

| 26 septembrie 2009 16:00 | Gaz Metan Mediaș     | 1 - 0 | Dinamo București | Stadionul Municipal Gaz Metan, Mediaș Arbitru: Istvan Kovacs (Carei) |
| 26 septembrie 2009 16:00 | Eric de Oliveira 89' |       | 90' Cosmin Moți  | Stadionul Municipal Gaz Metan, Mediaș Arbitru: Istvan Kovacs (Carei) |

| 26 septembrie 2009 17:00 | Unirea Alba Iulia                   | 2 - 0 | FC Vaslui | Stadionul Cetate, Alba Iulia Arbitru: Cătălin Buși (Râmnicu Vâlcea) |
| 26 septembrie 2009 17:00 | Călin Cristea 45' Răzvan Dâlbea 58' |       |           | Stadionul Cetate, Alba Iulia Arbitru: Cătălin Buși (Râmnicu Vâlcea) |

| 26 septembrie 2009 18:00 | Poli Iași                                 | 2 - 0 | Ceahlăul Piatra Neamț | Stadionul Emil Alexandrescu, Iași Arbitru: Robert Dumitru (Brașov) |
| 26 septembrie 2009 18:00 | Romulus Miclea 12' Dominik Bersnjak 90+3' |       | 15' Ionuț Bădescu     | Stadionul Emil Alexandrescu, Iași Arbitru: Robert Dumitru (Brașov) |

| 26 septembrie 2009 21:00 | FC Timișoara                  | 1 - 1 | U Craiova        | Stadionul Dan Păltinișanu, Timișoara Arbitru: Marian Bordean (Sibiu) |
| 26 septembrie 2009 21:00 | Ioan Mera 60' · Ioan Mera 62' |       | 43' Mihai Costea | Stadionul Dan Păltinișanu, Timișoara Arbitru: Marian Bordean (Sibiu) |

| 27 septembrie 2009 16:00 | Pandurii Târgu Jiu                               | 2 - 3 | Oțelul Galați                              | Stadionul Tudor Vladimirescu, Târgu Jiu Arbitru: Radu Petrescu (București) |
| 27 septembrie 2009 16:00 | Alexandru Păcurar 1', 22' · Constantin Grecu 86' |       | 11' Liviu Antal 67', 82' Gabriel Paraschiv | Stadionul Tudor Vladimirescu, Târgu Jiu Arbitru: Radu Petrescu (București) |

| 27 septembrie 2009 18:00 | Gloria Bistrița | 0 - 2                                                        | CFR Cluj | Stadionul Gloria, Bistrița Arbitru: Mugurel Drăgănescu (Breaza) |
| 27 septembrie 2009 18:00 |                 | 38' Lacina Traore · 84' Hugo Alcântara · 82' Gabriel Mureșan |          | Stadionul Gloria, Bistrița Arbitru: Mugurel Drăgănescu (Breaza) |

| 27 septembrie 2009 20:00 | FC Brașov | 0 - 0 | Steaua București | Stadionul Silviu Ploeșteanu, Brașov Arbitru: Alexandru Tudor (București) |
| 27 septembrie 2009 20:00 |           |       |                  | Stadionul Silviu Ploeșteanu, Brașov Arbitru: Alexandru Tudor (București) |

| 27 septembrie 2009 21:45 | Rapid București                                             | 4 - 0 | Internațional Curtea de Argeș | Stadionul Giulești, București Arbitru: Marius Avram (București) |
| 27 septembrie 2009 21:45 | Ovidiu Herea 11' Mugurel Buga 44', 62' Alexandru Ioniță 55' |       |                               | Stadionul Giulești, București Arbitru: Marius Avram (București) |

## Etapa IX
| 2 octombrie 2009 16:00 | Oțelul Galați       | 1 - 1 | FC Brașov       | Stadionul Oțelul, Galați Arbitru: Alexandru Deaconu (București) |
| 2 octombrie 2009 16:00 | Gabriel Giurgiu 49' |       | 35' Ionuț Voicu | Stadionul Oțelul, Galați Arbitru: Alexandru Deaconu (București) |

| 2 octombrie 2009 21:45 | Ceahlăul Piatra Neamț | 0 - 4                                                       | Rapid București | Stadionul Ceahlăul, Piatra Neamț Arbitru: Victor Berbecaru (Râmnicu Vâlcea) |
| 2 octombrie 2009 21:45 |                       | 20' Costin Lazăr 21', 48' Mugurel Buga 65' Juliano Spadacio |                 | Stadionul Ceahlăul, Piatra Neamț Arbitru: Victor Berbecaru (Râmnicu Vâlcea) |

| 3 octombrie 2009 18:00 | FC Vaslui                                                 | 3 - 1 | Astra Ploiești | Stadionul Municipal, Vaslui Arbitru: Mugurel Drăgănescu (Breaza) |
| 3 octombrie 2009 18:00 | Willian Gerlem 18' Mike Temwanjera 33' Milos Pavlovic 62' |       | 43' Paulinho   | Stadionul Municipal, Vaslui Arbitru: Mugurel Drăgănescu (Breaza) |

| 3 octombrie 2009 20:00 | Gaz Metan Mediaș | 0 - 0 | Unirea Urziceni | Stadionul Municipal Gaz Metan, Mediaș Arbitru: Marius Avram (București) |
| 3 octombrie 2009 20:00 | Cristian Bud 82' |       |                 | Stadionul Municipal Gaz Metan, Mediaș Arbitru: Marius Avram (București) |

| 3 octombrie 2009 21:45 | U Craiova                          | 3 - 1 | Unirea Alba Iulia | Stadionul Ion Oblemenco, Craiova Arbitru: Teodor Crăciunescu (Râmnicu Vâlcea) |
| 3 octombrie 2009 21:45 | Florin Costea 15', 30', 79' (pen.) |       | 31' Bobi Verdeș   | Stadionul Ion Oblemenco, Craiova Arbitru: Teodor Crăciunescu (Râmnicu Vâlcea) |

| 4 octombrie 2009 18:00 | Steaua București       | 1 - 1 | Gloria Bistrița             | Stadionul Steaua, București Arbitru: Cristian Balaj (Baia Mare) |
| 4 octombrie 2009 18:00 | Petre Marin 28' (pen.) |       | 17' (aut.) Juan Carlos Toja | Stadionul Steaua, București Arbitru: Cristian Balaj (Baia Mare) |

| 4 octombrie 2009 20:00 | Dinamo București        | 1 - 1 | Pandurii Târgu Jiu | Stadionul Dinamo, București Arbitru: Georgian Ionescu (Buzău) |
| 4 octombrie 2009 20:00 | Gabriel Tamaș 7' (pen.) |       | 52' Carlos Cardoso | Stadionul Dinamo, București Arbitru: Georgian Ionescu (Buzău) |

| 4 octombrie 2009 21:45 | CFR Cluj                                    | 1 - 1 | Poli Iași              | Stadionul Dr. Constantin Rădulescu, Cluj-Napoca Arbitru: Ovidiu Hațegan (Arad) |
| 4 octombrie 2009 21:45 | Ricardo Cadú 8' (pen.) · Hugo Alcântara 73' |       | 74' (pen.) Ionuț Bâlbă | Stadionul Dr. Constantin Rădulescu, Cluj-Napoca Arbitru: Ovidiu Hațegan (Arad) |

| 5 octombrie 2009 18:00 | Internațional Curtea de Argeș | 0 - 3                                                | FC Timișoara | Stadionul Dacia, Mioveni Arbitru: Alexandru Tudor (București) |
| 5 octombrie 2009 18:00 |                               | 48' Dorin Goga 68' Gheorghe Bucur 77' Arman Karamyan |              | Stadionul Dacia, Mioveni Arbitru: Alexandru Tudor (București) |

## Etapa X
| 16 octombrie 2009 15:00 | Unirea Alba Iulia                           | 1 - 2 | Internațional Curtea de Argeș         | Stadionul Cetate, Alba Iulia Arbitru: Sebastian Colțescu (Craiova) |
| 16 octombrie 2009 15:00 | Vlad Chiricheș 17' (aut.) · Ionuț Bălan 66' |       | 56' Ovidiu Stoianof 59' Emmanuel Koné | Stadionul Cetate, Alba Iulia Arbitru: Sebastian Colțescu (Craiova) |

| 16 octombrie 2009 18:30 | Unirea Urziceni   | 1 - 2 | FC Vaslui                     | Stadionul Tineretului, Urziceni Arbitru: Matteo Trefoloni (Italia) |
| 16 octombrie 2009 18:30 | Marius Onofraș 7' |       | 51' Willian Gerlem 72' Wesley | Stadionul Tineretului, Urziceni Arbitru: Matteo Trefoloni (Italia) |

| 17 octombrie 2009 15:00 | Pandurii Târgu Jiu | 0 - 0 | Gaz Metan Mediaș | Stadionul Tudor Vladimirescu, Târgu Jiu Arbitru: Teodor Crăciunescu (Râmnicu Vâlcea) |
| 17 octombrie 2009 15:00 |                    |       |                  | Stadionul Tudor Vladimirescu, Târgu Jiu Arbitru: Teodor Crăciunescu (Râmnicu Vâlcea) |

| 17 octombrie 2009 18:00 | Rapid București  | 1 - 4 | CFR Cluj                                                  | Stadionul Giulești, București Arbitru: Alexandru Tudor (București) |
| 17 octombrie 2009 18:00 | Ovidiu Herea 12' |       | 10', 45' Aparecido Nei 67' Gabriel Mureșan 74' Juan Culio | Stadionul Giulești, București Arbitru: Alexandru Tudor (București) |

| 17 octombrie 2009 21:00 | FC Timișoara                                                   | 6 - 0 | Ceahlăul Piatra Neamț | Stadionul Dan Păltinișanu, Timișoara Arbitru: Augustus Constantin (Râmnicu Vâlcea) |
| 17 octombrie 2009 21:00 | Lukas Magera 1', 50' Hristu Chiacu 5', 90' Dorin Goga 83', 85' |       |                       | Stadionul Dan Păltinișanu, Timișoara Arbitru: Augustus Constantin (Râmnicu Vâlcea) |

| 18 octombrie 2009 14:00 | Gloria Bistrița        | 2 - 1 | Oțelul Galați                                      | Stadionul Gloria, Bistrița Arbitru: Ovidiu Hațegan (Arad) |
| 18 octombrie 2009 14:00 | Csaba Borbely 48', 70' |       | 24' (aut.) Dinu Sânmărtean · 60' Gabriel Viglianti | Stadionul Gloria, Bistrița Arbitru: Ovidiu Hațegan (Arad) |

| 18 octombrie 2009 18:00 | Astra Ploiești                                                                       | 3 - 1 | U Craiova                           | Stadionul Astra, Ploiești Arbitru: Alexandru Deaconu (București) |
| 18 octombrie 2009 18:00 | Josh Mitchell 13' (aut.) · Liviu Ganea 22' · Osvaldo Miranda 90' · Paolo Pestana 80' |       | 87' Florin Costea · 85' Eugen Trică | Stadionul Astra, Ploiești Arbitru: Alexandru Deaconu (București) |

| 18 octombrie 2009 18:00 | FC Brașov | 0 - 1                                       | Dinamo București | Stadionul Silviu Ploeșteanu, Brașov Arbitru: Cristian Balaj (Baia Mare) |
| 18 octombrie 2009 18:00 |           | 28' Andrei Cristea · 90' Adrian Scarlatache |                  | Stadionul Silviu Ploeșteanu, Brașov Arbitru: Cristian Balaj (Baia Mare) |

| 18 octombrie 2009 20:00 | Poli Iași | 0 - 2                                | Steaua București | Stadionul Emil Alexandrescu, Iași Arbitru: Marius Avram (București) |
| 18 octombrie 2009 20:00 |           | 85' Dayro Moreno 90+2' Janos Szekely |                  | Stadionul Emil Alexandrescu, Iași Arbitru: Marius Avram (București) |

## Etapa XI
| 23 octombrie 2009 15:00 | Oțelul Galați                                                 | 4 - 0 | Poli Iași         | Stadionul Oțelul, Galați Arbitru: Teodor Crăciunescu (Râmnicu Vâlcea) |
| 23 octombrie 2009 15:00 | Gabriel Giurgiu 38', 75' John Ibeh 50' Marius Pena 53' (pen.) |       | 51' Andrej Pecnik | Stadionul Oțelul, Galați Arbitru: Teodor Crăciunescu (Râmnicu Vâlcea) |

| 23 octombrie 2009 20:00 | Gaz Metan Mediaș | 1 - 1 | FC Brașov            | Stadionul Municipal Gaz Metan, Mediaș Arbitru: Ovidiu Hațegan (Arad) |
| 23 octombrie 2009 20:00 | Ovidiu Hoban 63' |       | 42' Marian Cristescu | Stadionul Municipal Gaz Metan, Mediaș Arbitru: Ovidiu Hațegan (Arad) |

| 24 octombrie 2009 16:00 | Ceahlăul Piatra Neamț | 1 - 1 | Unirea Alba Iulia   | Stadionul Ceahlăul, Piatra Neamț Arbitru: Radu Petrescu (București) |
| 24 octombrie 2009 16:00 | Radu Doicaru 37'      |       | 90+2' Rade Veljovic | Stadionul Ceahlăul, Piatra Neamț Arbitru: Radu Petrescu (București) |

| 24 octombrie 2009 18:15 | U Craiova         | 1 - 2 | FC Vaslui                                 | Stadionul Ion Oblemenco, Craiova Arbitru: Antonio Perez Rubinos (Spania) |
| 24 octombrie 2009 18:15 | Florin Costea 88' |       | 25' Mike Temwanjera 50' Stanislav Genchev | Stadionul Ion Oblemenco, Craiova Arbitru: Antonio Perez Rubinos (Spania) |

| 24 octombrie 2009 20:00 | Pandurii Târgu Jiu       | 0 - 0 | Unirea Urziceni | Stadionul Tudor Vladimirescu, Târgu Jiu Arbitru: Augustus Constantin (Râmnicu Vâlcea) |
| 24 octombrie 2009 20:00 | Alexandru Păcurar 9' 84' |       |                 | Stadionul Tudor Vladimirescu, Târgu Jiu Arbitru: Augustus Constantin (Râmnicu Vâlcea) |

| 25 octombrie 2009 16:00 | Internațional Curtea de Argeș  | 2 - 1 | Astra Ploiești      | Stadionul Dacia, Mioveni Arbitru: Marian Balaci (Drobeta Turnu Severin) |
| 25 octombrie 2009 16:00 | Lucian Itu 8' Ovidiu Vezan 76' |       | 42' Osvaldo Miranda | Stadionul Dacia, Mioveni Arbitru: Marian Balaci (Drobeta Turnu Severin) |

| 25 octombrie 2009 18:00 | Dinamo București   | 1 - 1 | Gloria Bistrița      | Stadionul Dinamo, București Arbitru: Ciprian Danșa (Oradea) |
| 25 octombrie 2009 18:00 | Andrei Cristea 36' |       | 69' Souleymane Keita | Stadionul Dinamo, București Arbitru: Ciprian Danșa (Oradea) |

| 25 octombrie 2009 20:00 | Steaua București | 1 - 1 | Rapid București  | Stadionul Steaua, București Arbitru: Stefan Messner (Austria) |
| 25 octombrie 2009 20:00 | Dayro Moreno 60' |       | 28' Ovidiu Herea | Stadionul Steaua, București Arbitru: Stefan Messner (Austria) |

| 25 octombrie 2009 21:45 | CFR Cluj              | 0 - 0 | FC Timișoara | Stadionul Dr. Constantin Rădulescu, Cluj-Napoca Arbitru: Marius Avram (București) |
| 25 octombrie 2009 21:45 | Lacina Traore 42' 72' |       |              | Stadionul Dr. Constantin Rădulescu, Cluj-Napoca Arbitru: Marius Avram (București) |

## Etapa XII
| 31 octombrie 2009 18:00 | Astra Ploiești                                        | 1 - 1 | Ceahlăul Piatra Neamț | Stadionul Astra, Ploiești Arbitru: Marius Avram (București) |
| 31 octombrie 2009 18:00 | Liviu Ganea 76' · Dušan Đokić 86' · Liviu Ganea 90+2' |       | 86' George Sofroni    | Stadionul Astra, Ploiești Arbitru: Marius Avram (București) |

| 31 octombrie 2009 21:30 | Unirea Urziceni                            | 3 - 2 | U Craiova                         | Stadionul Tineretului, Urziceni Arbitru: Oleg Oriehov (Ucraina) |
| 31 octombrie 2009 21:30 | Sorin Frunză 26', 60' Marius Bilașco 90+3' |       | 54' Mihai Costea 67' Julius Wobay | Stadionul Tineretului, Urziceni Arbitru: Oleg Oriehov (Ucraina) |

| 1 noiembrie 2009 14:00 | Unirea Alba Iulia | 1 - 1 | CFR Cluj          | Stadionul Cetate, Alba Iulia Arbitru: Cristian Balaj (Baia Mare) |
| 1 noiembrie 2009 14:00 | Răzvan Dâlbea 90' |       | 59' Lacina Traore | Stadionul Cetate, Alba Iulia Arbitru: Cristian Balaj (Baia Mare) |

| 1 noiembrie 2009 16:00 | FC Vaslui       | 1 - 0 | Internațional Curtea de Argeș | Stadionul Municipal, Vaslui Arbitru: Georgian Ionescu (Buzău) |
| 1 noiembrie 2009 16:00 | Serge Akakpo 4' |       |                               | Stadionul Municipal, Vaslui Arbitru: Georgian Ionescu (Buzău) |

| 1 noiembrie 2009 18:00 | Rapid București                                                  | 3 - 0 | Oțelul Galați          | Stadionul Giulești, București Arbitru: Istvan Kovacs (Carei) |
| 1 noiembrie 2009 18:00 | Alexandru Ioniță 39' Ștefan Grigorie 68' Ovidiu Herea 81' (pen.) |       | 80' 90+2' Stoian Kolev | Stadionul Giulești, București Arbitru: Istvan Kovacs (Carei) |

| 1 noiembrie 2009 20:00 | Poli Iași          | 1 - 3 | Dinamo București                           | Stadionul Emil Alexandrescu, Iași Arbitru: Alexandru Deaconu (București) |
| 1 noiembrie 2009 20:00 | Stojan Ignatov 27' |       | 19', 63' Andrei Cristea 57' Adrian Cristea | Stadionul Emil Alexandrescu, Iași Arbitru: Alexandru Deaconu (București) |

| 1 noiembrie 2009 21:45 | FC Timișoara            | 0 - 1 | Steaua București | Stadionul Dan Păltinișanu, Timișoara Arbitru: Fernando Teixeira (Spania) |
| 1 noiembrie 2009 21:45 | Alexandru Bourceanu 88' |       | 68' Romeo Surdu  | Stadionul Dan Păltinișanu, Timișoara Arbitru: Fernando Teixeira (Spania) |

| 2 noiembrie 2009 18:00 | Gloria Bistrița     | 1 - 1 | Gaz Metan Mediaș      | Stadionul Gloria, Bistrița Arbitru: Robert Dumitru (Brașov) |
| 2 noiembrie 2009 18:00 | Souleymane Keita 5' |       | 69' Cristian Silvășan | Stadionul Gloria, Bistrița Arbitru: Robert Dumitru (Brașov) |

| 2 noiembrie 2009 20:00 | FC Brașov                               | 2 - 0 | Pandurii Târgu Jiu | Stadionul Silviu Ploeșteanu, Brașov Arbitru: Alexandru Tudor (București) |
| 2 noiembrie 2009 20:00 | Marius Măldărășanu 44' Robert Ilyeș 61' |       |                    | Stadionul Silviu Ploeșteanu, Brașov Arbitru: Alexandru Tudor (București) |

## Etapa XIII
| 6 noiembrie 2009 16:00 | Pandurii Târgu Jiu | 1 - 1 | Gloria Bistrița      | Stadionul Tudor Vladimirescu, Târgu Jiu Arbitru: Paul Unimătan (Zalău) |
| 6 noiembrie 2009 16:00 | Cosmin Tilincă 83' |       | 19' Souleymane Keita | Stadionul Tudor Vladimirescu, Târgu Jiu Arbitru: Paul Unimătan (Zalău) |

| 6 noiembrie 2009 20:30 | Internațional Curtea de Argeș | 0 - 1 | U Craiova      | Stadionul Dacia, Mioveni Arbitru: Alexandru Deaconu (București) |
| 6 noiembrie 2009 20:30 | Cornel Frăsineanu 65'         |       | 43' Mihai Dina | Stadionul Dacia, Mioveni Arbitru: Alexandru Deaconu (București) |

| 7 noiembrie 2009 15:00 | Gaz Metan Mediaș                       | 2 - 1 | Poli Iași                               | Stadionul Municipal Gaz Metan, Mediaș Arbitru: Sebastian Colțescu (Craiova) |
| 7 noiembrie 2009 15:00 | Cristian Silvășan 12' Ovidiu Hoban 86' |       | 44' Romulus Miclea · 30' Cristian Bratu | Stadionul Municipal Gaz Metan, Mediaș Arbitru: Sebastian Colțescu (Craiova) |

| 7 noiembrie 2009 19:00 | Ceahlăul Piatra Neamț | 0 - 1               | FC Vaslui | Stadionul Ceahlăul, Piatra Neamț Arbitru: Alexandru Tudor (București) |
| 7 noiembrie 2009 19:00 |                       | 43' Mike Temwanjera |           | Stadionul Ceahlăul, Piatra Neamț Arbitru: Alexandru Tudor (București) |

| 7 noiembrie 2009 21:15 | FC Brașov | 0 - 0 | Unirea Urziceni | Stadionul Silviu Ploeșteanu, Brașov Arbitru: Teodor Crăciunescu (Râmnicu Vâlcea) |
| 7 noiembrie 2009 21:15 |           |       |                 | Stadionul Silviu Ploeșteanu, Brașov Arbitru: Teodor Crăciunescu (Râmnicu Vâlcea) |

| 8 noiembrie 2009 14:00 | Oțelul Galați                        | 3 - 3 | FC Timișoara                                         | Stadionul Oțelul, Galați Arbitru: Radu Petrescu (București) |
| 8 noiembrie 2009 14:00 | Mircea Axente 24', 43' John Ibeh 57' |       | 50' Hristu Chiacu 83' Lukas Magera 90' Srgian Luchin | Stadionul Oțelul, Galați Arbitru: Radu Petrescu (București) |

| 8 noiembrie 2009 18:00 | CFR Cluj                                 | 1 - 0 | Astra Ploiești | Stadionul Dr. Constantin Rădulescu, Cluj-Napoca Arbitru: Robert Dumitru (Brașov) |
| 8 noiembrie 2009 18:00 | Sebastian Dubarbier 55' · Nuno Claro 44' |       |                | Stadionul Dr. Constantin Rădulescu, Cluj-Napoca Arbitru: Robert Dumitru (Brașov) |

| 8 noiembrie 2009 20:00 | Dinamo București      | 1 - 1 | Rapid București     | Stadionul Dinamo, București Arbitru: Ovidiu Hațegan (Arad) |
| 8 noiembrie 2009 20:00 | Claudiu Niculescu 89' |       | 2' Alexandru Ioniță | Stadionul Dinamo, București Arbitru: Ovidiu Hațegan (Arad) |

| 9 noiembrie 2009 20:30 | Steaua București            | 2 - 0 | Unirea Alba Iulia | Stadionul Steaua, București Arbitru: Victor Berbecaru (Râmnicu Vâlcea) |
| 9 noiembrie 2009 20:30 | Pantelis Kapetanos 56', 79' |       |                   | Stadionul Steaua, București Arbitru: Victor Berbecaru (Râmnicu Vâlcea) |

## Etapa XIV
| 20 noiembrie 2009 14:00 | Unirea Alba Iulia                                  | 3 - 1 | Oțelul Galați         | Stadionul Cetate, Alba Iulia Arbitru: Robert Dumitru (Brașov) |
| 20 noiembrie 2009 14:00 | Florin Dan 59' Adrian Olah 61' Gheorghe Grozav 82' |       | 90' Gabriel Paraschiv | Stadionul Cetate, Alba Iulia Arbitru: Robert Dumitru (Brașov) |

| 20 noiembrie 2009 20:00 | Rapid București                                                                        | 4 - 1 | Gaz Metan Mediaș    | Stadionul Giulești, București Arbitru: Marius Avram (București) |
| 20 noiembrie 2009 20:00 | Adrian Iencsi 43' (pen.) Juliano Spadacio 70' Alexandru Ioniță 84' Lucian Răduță 90+1' |       | 61' Paul Pârvulescu | Stadionul Giulești, București Arbitru: Marius Avram (București) |

| 21 noiembrie 2009 15:30 | Internațional Curtea de Argeș             | 1 - 2 | Unirea Urziceni                                                | Stadionul Dacia, Mioveni Arbitru: Paul Unimătan (Zalău) |
| 21 noiembrie 2009 15:30 | Claudiu Voiculeț 52' · Koumatien Koné 88' |       | 21' Marius Bilașco · 40' Marius Onofraș · 79' Valeriu Bordeanu | Stadionul Dacia, Mioveni Arbitru: Paul Unimătan (Zalău) |

| 22 noiembrie 2009 17:00 | Gloria Bistrița                          | 2 - 1 | FC Brașov        | Stadionul Gloria, Bistrița Arbitru: Istvan Kovacs (Carei) |
| 22 noiembrie 2009 17:00 | Cristian Coroian 7' Ioan Hora 67' (pen.) |       | 27' Robert Ilyeș | Stadionul Gloria, Bistrița Arbitru: Istvan Kovacs (Carei) |

| 23 noiembrie 2009 14:00 | U Craiova                                            | 3 - 2 | Ceahlăul Piatra Neamț                  | Stadionul Ion Oblemenco, Craiova Arbitru: Radu Petrescu (București) |
| 23 noiembrie 2009 14:00 | Mihai Costea 3' Florin Costea 37' Valentin Badea 87' |       | 10' Ionuț Bădescu 57' Eugeniu Cebotaru | Stadionul Ion Oblemenco, Craiova Arbitru: Radu Petrescu (București) |

| 23 noiembrie 2009 16:00 | Astra Ploiești         | 2 - 1 | Steaua București       | Stadionul Astra, Ploiești Arbitru: Ovidiu Hațegan (Arad) |
| 23 noiembrie 2009 16:00 | Georgian Păun 52', 89' |       | 17' Pantelis Kapetanos | Stadionul Astra, Ploiești Arbitru: Ovidiu Hațegan (Arad) |

| 23 noiembrie 2009 18:00 | FC Vaslui                     | 2 - 0 | CFR Cluj | Stadionul Municipal, Vaslui Arbitru: Augustus Constantin (Râmnicu Vâlcea) |
| 23 noiembrie 2009 18:00 | Mike Temwanjera 8' Wesley 74' |       |          | Stadionul Municipal, Vaslui Arbitru: Augustus Constantin (Râmnicu Vâlcea) |

| 23 noiembrie 2009 20:45 | FC Timișoara            | 2 - 0 | Dinamo București | Stadionul Dan Păltinișanu, Timișoara Arbitru: Milorad Mazic (Serbia) |
| 23 noiembrie 2009 20:45 | Gheorghe Bucur 67', 85' |       |                  | Stadionul Dan Păltinișanu, Timișoara Arbitru: Milorad Mazic (Serbia) |

| 24 noiembrie 2009 17:00 | Poli Iași     | 1 - 0 | Pandurii Târgu Jiu     | Stadionul Emil Alexandrescu, Iași Arbitru: Cătălin Buși (Râmnicu Vâlcea) |
| 24 noiembrie 2009 17:00 | Vlad Bujor 7' |       | 60' 82' Mădălin Murgan | Stadionul Emil Alexandrescu, Iași Arbitru: Cătălin Buși (Râmnicu Vâlcea) |

## Etapa XV
| 28 noiembrie 2009 16:00 | Ceahlăul Piatra Neamț                                               | 2 - 2 | Internațional Curtea de Argeș         | Stadionul Ceahlăul, Piatra Neamț Arbitru: Teodor Crăciunescu (Râmnicu Vâlcea) |
| 28 noiembrie 2009 16:00 | Constantin Ferariu 16' · Eugeniu Cebotaru 81' · Andrei Vițelaru 89' |       | 2' Cătălin Lazăr 89' Claudiu Voiculeț | Stadionul Ceahlăul, Piatra Neamț Arbitru: Teodor Crăciunescu (Râmnicu Vâlcea) |

| 28 noiembrie 2009 18:00 | Dinamo București                        | 2 - 0 | Unirea Alba Iulia | Stadionul Dinamo, București Arbitru: Mugurel Drăgănescu (Breaza) |
| 28 noiembrie 2009 18:00 | Claudiu Niculescu 3' Marius Niculae 84' |       |                   | Stadionul Dinamo, București Arbitru: Mugurel Drăgănescu (Breaza) |

| 28 noiembrie 2009 20:00 | CFR Cluj                         | 2 - 0 | U Craiova | Stadionul Dr. Constantin Rădulescu, Cluj-Napoca Arbitru: Istvan Kovacs (Carei) |
| 28 noiembrie 2009 20:00 | Ricardo Cadú 61' Yssouf Koné 71' |       |           | Stadionul Dr. Constantin Rădulescu, Cluj-Napoca Arbitru: Istvan Kovacs (Carei) |

| 29 noiembrie 2009 14:00 | Pandurii Târgu Jiu | 1 - 1 | Rapid București      | Stadionul Tudor Vladimirescu, Târgu Jiu Arbitru: Sebastian Colțescu (Craiova) |
| 29 noiembrie 2009 14:00 | Adrian Rusu 67'    |       | 22' Alexandru Ioniță | Stadionul Tudor Vladimirescu, Târgu Jiu Arbitru: Sebastian Colțescu (Craiova) |

| 29 noiembrie 2009 16:00 | Gaz Metan Mediaș                                                    | 2 - 6 | FC Timișoara                                                                             | Stadionul Municipal Gaz Metan, Mediaș Arbitru: Ovidiu Hațegan (Arad) |
| 29 noiembrie 2009 16:00 | Cristian Todea 37' · Eric de Oliveira 45' (pen.) · Florin Lazăr 44' |       | 28' Alexandru Bourceanu 45' (pen.), 70', 84' Gheorghe Bucur 62' Dan Alexa 76' Dorin Goga | Stadionul Municipal Gaz Metan, Mediaș Arbitru: Ovidiu Hațegan (Arad) |

| 29 noiembrie 2009 20:00 | Steaua București                           | 2 - 1 | FC Vaslui          | Stadionul Steaua, București Arbitru: Philippe Kalt (Franța) |
| 29 noiembrie 2009 20:00 | Pantelis Kapetanos 60' János Székely 90+3' |       | 23' Willian Gerlem | Stadionul Steaua, București Arbitru: Philippe Kalt (Franța) |

| 30 noiembrie 2009 18:00 | FC Brașov                            | 2 - 0 | Poli Iași | Stadionul Silviu Ploeșteanu, Brașov Arbitru: Marian Balaci (Drobeta Turnu Severin) |
| 30 noiembrie 2009 18:00 | Dorel Zaharia 71' Sabrin Sburlea 78' |       |           | Stadionul Silviu Ploeșteanu, Brașov Arbitru: Marian Balaci (Drobeta Turnu Severin) |

| 30 noiembrie 2009 20:00 | Unirea Urziceni                      | 2 - 0 | Gloria Bistrița       | Stadionul Tineretului, Urziceni Arbitru: Alexandru Deaconu (București) |
| 30 noiembrie 2009 20:00 | António Semedo 8' Marius Bilașco 84' |       | 49' Lucian Sânmărtean | Stadionul Tineretului, Urziceni Arbitru: Alexandru Deaconu (București) |

| 1 decembrie 2009 14:00 | Oțelul Galați                                     | 3 - 2 | Astra Ploiești                    | Stadionul Oțelul, Galați Arbitru: Augustus Constantin (Râmnicu Vâlcea) |
| 1 decembrie 2009 14:00 | John Ibeh 19' Marius Pena 79' Laurențiu Iorga 90' |       | 75' Liviu Ganea 82' Seto Takayuki | Stadionul Oțelul, Galați Arbitru: Augustus Constantin (Râmnicu Vâlcea) |

## Etapa XVI
| 4 decembrie 2009 20:30 | Ceahlăul Piatra Neamț                                          | 2 - 3 | Unirea Urziceni                                                | Stadionul Ceahlăul, Piatra Neamț Arbitru: Anastasios Kakos (Grecia) |
| 4 decembrie 2009 20:30 | Ibrahim Abdoulaye 29' · Fabbron 36' · Dikaba Rodriguez 44' 84' |       | 30' António Semedo 53' Marius Onofraș 83' (pen.) Pablo Brandan | Stadionul Ceahlăul, Piatra Neamț Arbitru: Anastasios Kakos (Grecia) |

| 5 decembrie 2009 15:00 | Poli Iași | 0 - 0 | Gloria Bistrița | Stadionul Emil Alexandrescu, Iași Arbitru: Radu Petrescu (București) |
| 5 decembrie 2009 15:00 |           |       |                 | Stadionul Emil Alexandrescu, Iași Arbitru: Radu Petrescu (București) |

| 5 decembrie 2009 20:00 | Rapid București                          | 2 - 1 | FC Brașov       | Stadionul Giulești, București Arbitru: Augustus Constantin (Râmnicu Vâlcea) |
| 5 decembrie 2009 20:00 | Alexandru Ioniță 23' Ștefan Grigorie 66' |       | 67' Ionuț Voicu | Stadionul Giulești, București Arbitru: Augustus Constantin (Râmnicu Vâlcea) |

| 6 decembrie 2009 14:00 | Unirea Alba Iulia | 0 - 0 | Gaz Metan Mediaș | Stadionul Cetate, Alba Iulia Arbitru: Teodor Crăciunescu (Râmnicu Vâlcea) |
| 6 decembrie 2009 14:00 |                   |       |                  | Stadionul Cetate, Alba Iulia Arbitru: Teodor Crăciunescu (Râmnicu Vâlcea) |

| 6 decembrie 2009 16:00 | FC Vaslui           | 1 - 1 | Oțelul Galați      | Stadionul Municipal, Vaslui Arbitru: Mugurel Drăgănescu (Breaza) |
| 6 decembrie 2009 16:00 | Lucian Burdujan 38' |       | 3' Cristian Sârghi | Stadionul Municipal, Vaslui Arbitru: Mugurel Drăgănescu (Breaza) |

| 6 decembrie 2009 18:00 | FC Timișoara       | 1 - 0 | Pandurii Târgu Jiu | Stadionul Dan Păltinișanu, Timișoara Arbitru: Marius Avram (București) |
| 6 decembrie 2009 18:00 | Gheorghe Bucur 10' |       |                    | Stadionul Dan Păltinișanu, Timișoara Arbitru: Marius Avram (București) |

| 7 decembrie 2009 19:00 | Internațional Curtea de Argeș | 0 - 1              | CFR Cluj | Stadionul Dacia, Mioveni Arbitru: Victor Berbecaru (Râmnicu Vâlcea) |
| 7 decembrie 2009 19:00 |                               | 78' Hugo Alcântara |          | Stadionul Dacia, Mioveni Arbitru: Victor Berbecaru (Râmnicu Vâlcea) |

| 7 decembrie 2009 20:45 | U Craiova            | 1 - 2 | Steaua București                          | Stadionul Ion Oblemenco, Craiova Arbitru: Robert Dumitru (Brașov) |
| 7 decembrie 2009 20:45 | Andrei Prepeliță 15' |       | 3' Pantelis Kapetanos 90+2' Janos Szekely | Stadionul Ion Oblemenco, Craiova Arbitru: Robert Dumitru (Brașov) |

| 8 decembrie 2009 20:00 | Astra Ploiești         | 1 - 1 | Dinamo București      | Stadionul Astra, Ploiești Arbitru: Sebastian Colțescu (Craiova) |
| 8 decembrie 2009 20:00 | Cosmin Moți 62' (aut.) |       | 55' Claudiu Niculescu | Stadionul Astra, Ploiești Arbitru: Sebastian Colțescu (Craiova) |

## Etapa XVII
| 11 decembrie 2009 18:00 | Pandurii Târgu Jiu                              | 2 - 0 | Unirea Alba Iulia | Stadionul Tudor Vladimirescu, Târgu Jiu Arbitru: Istvan Kovacs (Carei) |
| 11 decembrie 2009 18:00 | Alexandru Păcurar 39' (pen.) Jaka Stromajer 60' |       |                   | Stadionul Tudor Vladimirescu, Târgu Jiu Arbitru: Istvan Kovacs (Carei) |

| 11 decembrie 2009 20:00 | Gloria Bistrița      | 1 - 1 | Rapid București         | Stadionul Gloria, Bistrița Arbitru: Teodor Crăciunescu (Râmnicu Vâlcea) |
| 11 decembrie 2009 20:00 | Souleymane Keita 57' |       | Ovidiu Herea 38' (pen.) | Stadionul Gloria, Bistrița Arbitru: Teodor Crăciunescu (Râmnicu Vâlcea) |

| 12 decembrie 2009 14:00 | Oțelul Galați   | 1 - 0 | U Craiova | Stadionul Oțelul, Galați Arbitru: Cristian Balaj (Baia Mare) |
| 12 decembrie 2009 14:00 | Silviu Ilie 41' |       |           | Stadionul Oțelul, Galați Arbitru: Cristian Balaj (Baia Mare) |

| 12 decembrie 2009 18:00 | CFR Cluj           | 2 - 0 | Ceahlăul Piatra Neamț | Stadionul Dr. Constantin Rădulescu, Cluj-Napoca Arbitru: Sebastian Colțescu (Craiova) |
| 12 decembrie 2009 18:00 | Yssouf Koné 21,57' |       |                       | Stadionul Dr. Constantin Rădulescu, Cluj-Napoca Arbitru: Sebastian Colțescu (Craiova) |

| 13 decembrie 2009 14:00 | Gaz Metan Mediaș | 0 - 0 | Astra Ploiești | Stadionul Municipal Gaz Metan, Mediaș Arbitru: Alexandru Tudor (București) |
| 13 decembrie 2009 14:00 |                  |       |                | Stadionul Municipal Gaz Metan, Mediaș Arbitru: Alexandru Tudor (București) |

| 13 decembrie 2009 16:00 | Steaua București                                                 | 3 - 2 | Internațional Curtea de Argeș          | Stadionul Steaua, București Arbitru: Marius Avram (București) |
| 13 decembrie 2009 16:00 | Bănel Nicoliță 3' , Pantelis Kapetanos 13' , Cristian Tănase 71' |       | Cosmin Băcilă 20' , Andrei Zăgrean 63' | Stadionul Steaua, București Arbitru: Marius Avram (București) |

| 13 decembrie 2009 18:00 | FC Brașov      | 1 - 0 | FC Timișoara | Stadionul Silviu Ploeșteanu, Brașov Arbitru: Ovidiu Hațegan (Arad) |
| 13 decembrie 2009 18:00 | Nuno Diogo 67' |       |              | Stadionul Silviu Ploeșteanu, Brașov Arbitru: Ovidiu Hațegan (Arad) |

| 13 decembrie 2009 20:00 | Dinamo București | 1 - 1 | FC Vaslui                 | Stadionul Dinamo, București Arbitru: Carlos Clos Gomes (Spania) |
| 13 decembrie 2009 20:00 | N'Doye 57' (pen) |       | Wesley Lopes da Silva 49' | Stadionul Dinamo, București Arbitru: Carlos Clos Gomes (Spania) |

| 14 decembrie 2009 20:30 | Unirea Urziceni    | 2 - 0 | Poli Iași          | Stadionul Tineretului, Urziceni Arbitru: Victor Berbecaru (Râmnicu Vâlcea) |
| 14 decembrie 2009 20:30 | Marius Bilașco 65' |       | António Semedo 83' | Stadionul Tineretului, Urziceni Arbitru: Victor Berbecaru (Râmnicu Vâlcea) |